# Memmelshoffen
Memmelshoffen è un comune francese di 325 abitanti situato nel dipartimento del Basso Reno nella regione del Grand Est.

## Società

### Evoluzione demografica
Abitanti censiti